# Заливний провулок (Київ)
Заливни́й прову́лок — зниклий провулок, що існував у Подільському районі міста Києва, місцевість Пріорка. Провулок пролягав від Межової вулиці.
Прилучалася Заливна вулиця.

## Історія
Провулок виник у 1-й половині XX століття під назвою Нова вулиця. Назву Заливний провулок отримав 1955 року. 
Ліквідований у зв'язку зі зміною забудови на початку 1980-х років.